# Эллинский союз
Эллинский союз — политическая организация в эллинистической Греции, образовавшаяся в 224 году до н. э. как попытка восстановить изначальный Эллинский («Коринфский») союз и включавшая в свой состав Македонию, Фессалию, Ахейский союз, Эпир, Акарнанию, Беотию, Фокиду и Локриду.

## Образование союза
Союз был заключён в ходе неудачной для ахейцев Клеоменовой войны, когда они терпели тяжёлые поражения, и речь шла о существовании самого государства ахейцев. Союз изначально был направлен против Спарты, но и после победы в войне он не был распущен, так как ахейцы воспользовались этим союзом для расширения сферы своего влияния на Пелопоннесе, а македоняне — в Средней Греции.

## Союзный договор
Договор был заключён по инициативе македонского царя Антигона III Досона между Македонией и Ахейским союзом, к которому присоединились союзные государства. Эллинский союз продолжал традицию образования союзов греческих государств во главе с Македонией (Коринфский союз 338 года до н. э. во главе с Филиппом II, союз 302 года до н. э. во главе с Антигоном I и Деметрием Полиоркетом), повторял многие их пункты, но основывался на совершенно других принципах.
Первый пункт (πατρος πολιτεια) соглашения подразумевал неизменность политического строя члена союза в таком виде, в каком он был на момент заключения союза. Поскольку политический строй ряда государств в эти времена уже не всегда был промакедонским, его сохранение теперь не несло никакой выгоды Македонии.
Важнейшим условием явилось запрещение союзникам вести самостоятельную внешнюю политику. Союзникам позволялись отдельные внешнеполитические акции, пока они не мешали интересам союза в целом. Запрещались войны между отдельными членами союза. Объявлялся Общий мир (κοινη ειρηνη). Одним из условий Общего Мира была гарантия свободы мореплавания, причём запрещение пиратства в договоре 224 года до н. э. было направлено прежде всего против этолийцев.
Внешняя политика союза вырабатывалась на основе общего решения синедриона в Коринфе. В исключительную компетенцию синедриона входило также объявление войны и заключение мира.
Положение Македонии как гегемона не давало ей права вмешательства во внутренние дела членов союза. Антигон Досон и Филипп V в отношении греческих государств вели политику, принципиально отличающуюся от политики предшествовавших им царей. Члены союза считались равноправными. Македонские цари отказались от поддержания промакедонских правительств, не насаждали свои гарнизоны в греческих государств. Многие македонские гарнизоны, например, на Эвбее, появились в городах только в ходе военных действий в Союзническую и Первую Македонскую войны. Так, Филипп V отказался от намерения ввести македонский гарнизон в Мессении, так как этому воспротивился Ахейский союз. Более того, несмотря на очевидное военное преимущество Македонии, главенство в союзе во многом было у Ахейского союза. Например, Ахейский союз являлся вполне самостоятельным в своих действиях и не был обязан согласовывать свои действия с гегемоном. Не известен ни один случай, когда ахейцы в своей внешней политике согласовывали свои действия с Филиппом V.

## Распад союза
Несмотря на успешные действия членов Эллинского союза в Союзническую войну против этолийцев, эта коалиция оказалась непрочным образованием. Македония продолжала рассматриваться греческими государствами как враг даже после того, как коренным образом изменила по отношению к ним свою политику. Поэтому римлянам не составило труда при помощи своей дипломатии оттолкнуть от Македонии всех её союзников на Балканах в ходе Македонских войн. Македония оказалась практически изолированной и потерпела поражение, что в конечном итоге и обусловило переход всего Балканского полуострова под власть Рима.